# Цонґмо
Цонґмо (англ. Tsongmo Lake, Changu Lake або Tsomgo Lake) — льодовикове озеро в окрузі Східний Сіккім індійського штату Сіккім. Назва походить від сіккімської мови (бхутія) та означає «джерело озера». Озеро має блакитний колір та розташоване приблизно за 40 км від столиці штату міста Ґанґток на дорозі до Натху-Ла на висоті 3780 м над рівнем моря. Воно має овальну форму, приблизно 1 км завдовжки та має середню глибину 15 м. Узимку озеро замерзає, улітку воно живлеться талою водою.
Це озеро є священним для місцевих буддистів та індуїстів. Через його значну популярність серед туристів, багато місцевих мешканців пропонують тут поїздки на яках, сири з молока яків та інші місцеви страви та вироби.
| Індія | Це незавершена стаття з географії Індії. Ви можете допомогти проєкту, виправивши або дописавши її. |

1. ↑  GEOnet Names Server — 2018.